# Matelica
Matelica (/maˈtelika/;en el dialecto local, Matélleca o Matérga) es un municipio italiano situado en la provincia de Macerata, en la región de las Marcas. Tiene una población estimada, a fines de noviembre de 2023, de 9082 habitantes.

## Evolución demográfica
| Gráfica de evolución demográfica de Matelica entre 1861 y 2023 |
|                                                                |
| Fuente: ISTAT - Elaboración gráfica de Wikipedia               |